# Чехановер, Аарон
Аарон Чехановер (вар. — Цехановер, Aaron J. Ciechanover; род. 1 октября 1947 года, Хайфа, Британский мандат в Палестине) — израильский биолог, лауреат Нобелевской премии по химии (2004). Член НАН Израиля (2004), Американского философского общества (2005) и Леопольдины (2016), иностранный член НАН США (2007), РАН (2011) и Китайской АН. Профессор Техниона. Лауреат Ласкеровской премии (2000) и других наград.

## Биография и научная работа
Родители Чехановера, адвокат Ицхак Чехановер и учительница английского языка Блюма Любашевская, переехали в Палестину из Польши (Цеханув) в середине 1920-х годов.
Обучался в больнице Хадасса и медицинской школе Еврейского университета в Иерусалиме, где получил степени магистра биохимии (1971) и доктора медицины (1974). В 1981 году в Технионе — Израильском технологическом институте в Хайфе получил степень доктора философии по биохимии. В 1981-1984 гг. постдок в США, фелло имени Фулбрайта в MIT. C 1984 года преподаёт в Технионе: первоначально старший лектор, с 1987 года ассоциированный профессор, с 1992 года профессор и с 2002 года заслуженный исследовательский профессор.
С 1976 года занимался под руководством Аврама Гершко проблемой нелизосомального внутриклеточного протеолиза, используя как модель ретикулоциты, клетки-предшественники эритроцитов, в которых отсутствуют лизосомы. Исследования привели к открытию роли убиквитина в клеточной системе деградации белков в протеасомах. В 2004 году Чехановер получил Нобелевскую премию по химии за это открытие — вместе с А. Гершко и Ирвином Роузом.
Член Европейской академии наук и искусств (2004), Папской АН (2007), Albert Schweitzer World Academy of Medicine (2007), Американской академии искусств и наук (2008), Европейской академии (2009), Американской ассоциации содействия развитию науки и EMBO, член совета последней с 1996 года.
Почётный фелло Королевского химического общества Великобритании (2005).
Почётный доктор Тель-Авивского университета (2001), Университета имени Бен-Гуриона (2004), Городского университета Осаки в Японии (2005), Афинского университета (2005) и др.
В 2016 году подписал письмо с призывом к Greenpeace, Организации Объединённых Наций и правительствам всего мира прекратить борьбу с генетически модифицированными организмами (ГМО).
Брат — адвокат и общественный деятель Йосеф Чехановер (1933—2024).

## Премии и награды[3]
- 1999 — Austria Ilse and Helmut Wachter Prize, Инсбрукский университет (совместно с А. Гершко)
- 1999 — Jewish National Fund Alkales Award for Distinguished Scientific Achievements
- 2000 — Michael Landau Israeli Lottery (Mifa'al Ha'Peis) Award for a significant breakthrough in Medical Sciences (совместно с А. Гершко)
- 2000 — Премия Альберта Ласкера за фундаментальные медицинские исследования
- 2002 — премия ЭМЕТ
- 2003 — Премия Израиля по биологии
- 2004 — Нобелевская премия по химии
- 2006 — Медаль Ханса Кребса[англ.]
- 2009 — Премия столетия Королевского химического общества Великобритании
- 2012 — Серебряная медаль председателя Сената Чехии (Чехия)[10]
- 2023 — Медаль Вернадского (Национальная академия наук Украины)[11]

## Основные публикации
- Ciechanover, A., Hod, Y. and Hershko, A. (1978).  A Heat-stable Polypeptide Component of an ATP-dependent Proteolytic System from Reticulocytes.  Biochem. Biophys. Res. Commun. 81, 1100-1105.
- Ciechanover, A., Heller, H., Elias, S., Haas, A.L. and Hershko, A. (1980).  ATP-dependent Conjugation of Reticulocyte Proteins with the Polypeptide Required for Protein Degradation.  Proc. Natl. Acad. Sci. USA 77, 1365-1368.
- Hershko, A. and Ciechanover, A. (1982).  Mechanisms of intracellular protein breakdown.   Annu. Rev. Biochem. 51, 335-364.